# Популина
Популина (порт. Populina)  —  муниципалитет в Бразилии, входит в штат Сан-Паулу. Составная часть мезорегиона Сан-Жозе-ду-Риу-Прету. Входит в экономико-статистический  микрорегион Жалис. Население составляет 4285 человек на 2006 год. Занимает площадь 315,432 км². Плотность населения — 13,6 чел./км².

## Статистика
- Валовой внутренний продукт на 2003 составляет 41.262.334,00 реалов (данные: Бразильский институт географии и статистики).
- Валовой внутренний продукт на душу населения на 2003 составляет 9.461,67 реалов (данные: Бразильский институт географии и статистики).
- Индекс развития человеческого потенциала на 2000 составляет 0,755 (данные: Программа развития ООН).